# The Great Pretender
"The Great Pretender" é uma canção do grupo vocal americano The Platters, lançada em novembro de 1955. Nos vocais de Tony Williams, foi escrita e produzida por Buck Ram. "The Great Pretender" alcançou a posição número um nas paradas de R&B e pop durante 1956.
Em 1987, o cantor de rock Freddie Mercury a regravou e lançou-a como single, alcançando a quarta posição UK Singles Chart.
Em 2004, a música foi listada dentre as 500 melhores canções de todos os tempos, na posição 360.